# بول سميث
سير پول سميث (بالإنجليزية: Sir Paul Smith)‏؛ المولود في تاريخ 5 يوليو 1964 هو مصمم أزياء بريطاني شهير صنع شهرته الواسعة بعد نجاحه الكبير في تأسيس خط خاص به للأزياء الرجالية؛ ويحظى في آن واحد بنجاح واحترام كبيرين في مجال صناعة الأزياء.Design Museum: Paul Smith في عام 2000 وسمته الملكة إليزابيت بمرتبة فارس بعد ثلاثة عقود من تربعه على عرش الموضة كأيقونة الأزياء الرجالية. ويعد پول سميث مصمم بريطانيا للأزياء بدون منازع؛ حيث اشتهر بروحه الإبداعية الخلاقة، والتي تجمع بين التقليد والحداثة. وتتخصص دار «پول سميث» ذات الشهرة الواسعة بفضل تشكيلاتها المتميزة في الأزياء والأكسسوارات في استخدامها المبدع للحرف اليدوية التقليدية وابتكارها لتصاميم متطورة في سبيل إنشاء قطع عصرية حديثة وجميلة تلقى إقبالا كبيرا لدى الناس.
يعد پول سميث المصمم الناجح الذي يبتكر ستايلات جديدة ليكون بذلك رائدا لخطوط الموضة البريطانية والعالمية. ويجسد من خلال وعيه بالتنوع الثقافي وتنسيقه الرائع فيما بين الألوان والأقمشة والتزامه بالطابع المحافظ؛ حقا جمال الموضة العصرية الحديثة.

## المسيرة المهنية
جاء دخول پول سميث إلى عالم الأزياء بمحض الصدفة. ففي سن السادسة عشر، ومن دون أية مؤهلات مهنية؛ تم الزج به من طرف والده للعمل بوظيفة متدنية في مستودع للملابس المحلية في بلدته الأصلية نوتنغهام. ظل شغف پول سميث الحقيقي؛ منصبا حول الرياضة وكان لديه طموح كبير لأن يصبح بطلا محترفا في سباقات الدراجات إلى أن أصبح عمره 17 عاما؛ عندما أصيب پول المهووس بركوب الدراجات بحادث مروع. تلت ذلك ستة أشهر في المستشفى تمكن خلالها پول من التعرف على أصدقاء جدد. بعد الخروج من المستشفى، قام پول بترتيب موعد للقاء بأصدقائه الجدد مرة أخرى؛ وبالصدفة كان اللقاء في نادي محلي كان يشتهر بتجمع طلبة كلية المحلة للفنون. وكانت أحاديثهم تدور حول فنانين أمثال موندريان Mondrian ، وارهول Warhol ، وكوكوشكا Kokoshka ، وديفيد بيلي David Bailey ، وكانو ينصتون لأغاني Rolling Stones ، ومايلز ديفيس Miles Davis ، وغير ذلك. ومن ثم بدأت تنشأ لدى پول الرغبة في أن يكون جزءا من هذا العالم المليء بالألوان والأفكار المثيرة.
أصبح پول سميث؛ وخلال عامين من الزمن، يدير أول بوتيك له في نوتنغهام. وبفضل تشجيع من بولين دنفر (بالإنجليزية: Pauline Denyer)‏ صديقته آنذاك (زوجته حاليا) مع قليل من التوفير تمكن من فتح متجر صغير له في عام 1970. ثم بدأ پول يأخذ دروس مسائية في للخياطة وبمساعدة بولين له (خريجة الكلية الملكية للفنون RCA في الموضة)، استطاع أن يحقق الابتكار الذي لطالما كان يرغب في تحقيقه. في عام 1976 كان پول قد بدأ في عرض أولى تشكيلاته الرجالية في باريس تحت اسم «پول سميث Paul Smith».
تمكن پول أن يصنع لنفسه اسماً تجاريا كبيراً في مجال الموضة والأزياء كمصمم بريطاني بارز لأكثر من 40 عاماً. يتمتع پول سميث بقدرته على الابتكار والمبادرة وإطلال شرارات جديدة ليس في مجال الموضة فحسب، وإنما كذلك في ثقافتها العامة بسياقها الأوسع. فهو ينجح دوما في التعبير الحقيقي عن حس من المشاكسة والتمرد المصحوب بحبه للتقاليد وتمسكه بالطابع الكلاسيكي.
لدى پول سميث حاليا مايعادل 14 تشكيلة متنوعة؛ پول سميث Paul Smith للرجال والنساء، وPS پول سميث PS by Paul Smith ، وپول سميث للجينز Paul Smith Jeans ، وپول سميث لندن Paul Smith London، و R.Newbold (في اليابان فقط)، وپول سميث بلاك Paul Smith Black ، وپول بأي پول سميث Paul by Paul Smith ، وأكسسوارات پول سميث، وپول سميث للأحذية. و Paul Smith rugs، الصين، كما أن النظارات والعطور أصبح يتم تصنيعها تحت أيضا بموجب ترخيص الماركة. يتم إنتاج تشكيلات پول سميث المصممة في نوتينغام ولندن، بشكل أساسي في إنكلترا وإيطاليا؛ في حين أن الأقمشة المستخدمة هي بالأساس من إيطالي وفرنسي وبريطاني.
تتسم متاجر «پول سميث Paul Smith» بطابع خاص يعكس شخصية پول وتصاميمه، طابع إنجليزي محض لا لبس فيه مضاف معزز بعنصر المفاجأة وكل ماليس متوقعا. فكل متاجر پول سميث مختلفة عن بعضها البعض تماما؛ بدءا بمبنى بلونه الوردي الفاقع وتصميمه في ميلروز افنيو (بالإنجليزية: Melrose Avenue)‏، بمدينة لوس أنجلوس، إلى حديقة يابانية في قلب متجر جينجوماي Jingumae في طوكيو. ويعد كل متجر عبارة عن معرض لأكسسوارات وأشياء مختلفة ومتنوعة وغريبة تستكمل تشكيلات الأزياء بمختارات واسعة من المجوهرات والكتب والأعمال الفنية والتحف.
وفي شرحه لهذا الذوق والانتقاء الجمالي، يقول پول:«باعتبارنا ماركة بريطانية رائعة متميزة وفريدة من نوعها، فإننا نقوم بالمزج بين التحف الفريدة مع أزياء ممتازة وعالية الجودة: فالكرسي الذي تقعد عليه وان تقوم بشراء بذلة لك هو أيضا للبيع؛ وبوسعنا أن نلف لك بذلتك التي قمت بشرائها وإرسال الكرسي في نفس الوقت لتجده في انتظارك عندما تصل إلى منزلك.»
أصبحت «پول سميث» ماركة عالمية، مع تشكيلات تغطي مبيعاتها 66 بلدا و 17 متجرا في إنكلترا. فمتاجر «پول سميث» تجدها متواجدة في لندن، وباريس، وميلانو، ونيويورك، وسان فرانسيسكو، ولوس أنجلوس، وأنتويرب، وهونغ كونغ، وطوكيو، وسنغافورة، والتايوان، وكوريا، والإمارات العربية المتحدة؛ ومايزيد عن 200 متجرا تغطي جميع أنحاء اليابان. ويظل پول مساهما فعليا في مشاريعه اليابانية؛ حيث يشرف بشكل مباشر على تشغيل وتسيير كل الأعمال بمافيها تصميم الملابس، واختيار الأقمشة، والموافقة على مواقع المتاجر وإدارة كل جانب من جوانب تطور الأعمال داخل شركته.
لا زال پول سميث مستمرا كعنصر فعال وجزء لا يتجزأ من الشركة؛ فهو مصممو رئيس مجلس الإدارة في آن واحد. يقوم پول سميث بالمساهمة بشكل مستمر في كل جانب من جوانب الأعمال، وهذا هو ما جعل مؤسسة «پول سميث المحدودة Paul Smith Limited» تحتفظ بلمستها الخاصة والمميزة التي نادرا ما يحتفظ بها مؤسسات أخرى في حجم مماثل.

## شراكات ومشاريع تجارية أخرى
متجر «پول سميث» في كينغ إيدوارد؛ لييدز King Edward Street, Leeds
في عام 2007؛ بدأ پول سميث العمل مع سلسلة متاجر «رالفا Rapha» للأزياء والتي تتخذ بريطانيا مقرا لها. وقد قام سميث بتصميم سلسلة متنوعة من الأزياء في شراكة مع رالفا، شملت قمصان الجيرسي الرياضية الخاصة بانطلاقة سباق فرنسا "Tour de France" للدراجات الهوائية في لندن 
بدأ «پول» في مايو بكتابة مقالات في الموضة لصالح موقع vogue.co.uk.
قام «پول» بتزويد فريق مانشيستر يونايتد Manchester United بالبذلات الرياضية في عام 2009.
في 2011، قامت مؤسسة «پول سميث» بتصميم لجهاز Lasonic i931 boombox مع إعطائه حلة باللون الأبيض والشكل الملون والمميز لعلامة «پول سميث» التجارية.

## الوصلات الخارجية
- بول سميث على موقع IMDb (الإنجليزية)
- بول سميث على موقع مونزينجر (الألمانية)
- بول سميث على موقع ميوزك برينز (الإنجليزية)
- بول سميث على موقع كينوبويسك (الروسية)

- موقع بول سميث
- نسخة محفوظة 25 سبتمبر 2016 على موقع واي باك مشين. مدونت بول سميث
- أرشيف Paul Smith على Hiamag.com